# Peter Parros
Peter Parros (Brooklyn (New York), 11 november 1960) is een Amerikaans acteur, filmproducent en scenarioschrijver.

## Biografie
Parros werd geboren in de borough Brooklyn van New York, maar groeide op in Los Angeles en Salt Lake City. Hij is vanaf 1985 getrouwd en heeft hieruit een dochter (1992) en een zoon (1990), en woont met zijn gezin in Bloomfield (New Jersey).

## Filmografie

### Films
Uitgezonderd korte films.
- 2023 The Final Say - als pastoor Terry
- 2023 Who Are You People - als Reggie
- 2021 Merry Switchmas - als Howard
- 2019 Rim of the World - als vader van Dariush
- 2017 Our Dream Christmas - als Marshall Carter
- 2007 The Weekend – als vader van Jacob
- 1990 The Court-Martial of Jackie Robinson – als Gordon Jones
- 1988 Ladykillers – als Zak
- 1987 Death Before Dishonor – als James
- 1985 Anything for Love – als ober
- 1985 Real Genius – als luchtmacht politie

### Televisieseries
Uitgezonderd eenmalige gastrollen.
- 2013 - 2021 The Haves and the Have Nots - als David Harrington - 139 afl.
- 1997 – 2009 As the World Turns – als dr. Ben Harris – 59 afl.
- 2008 Law & Order – als rechter Matthew Alden – 2 afl.
- 1994 – 1995 One Life to Live – als dr. Ben Price - 12 afl.
- 1992 Santa Barbara – als Dane - 9 afl.
- 1989 – 1991 The New Adam-12 – als officier Gus Grant – 42 afl.
- 1990 The Family Man – als Eddie Cooper – 3 afl.
- 1986 The Young and the Restless – als Leo Baines – 10 afl.
- 1985 – 1986 Knight Rider – als Reginald Cornelius III – 21 afl.

#### Filmproducent
- 2005 Harlem Sistas Double Dutch – korte film
- 2000 Young Americans – korte film

### Scenarioschrijver
- 2005 Harlem Sistas Double Dutch – korte film
- 2000 Something to Sing About – film
- 1990 The New Adam-12 – televisieserie – 1 afl.